# أتيلا تسيبي
أتيلا تسيبي Attila Czebe (ولد في 26 ديسمبر 1975 في بودابست) لاعب شطرنج مجري يحمل لقب أستاذ كبير.

## ألقاب
- نال لقب أستاذ كبير عام 2003.

## تصنيف إيلو
- بلغ في تصنيف إيلو 2458 نقطة في يناير 2018، فاحتل بذلك المركز رقم 39 في المجر.

## روابط خارجية
- أتيلا تسيبي على موقع الاتحاد الدولي للشطرنج (الإنجليزية)
- أتيلا تسيبي على موقع مباريات الشطرنج (الإنجليزية)
- أتيلا تسيبي على موقع 365Chess.com (الإنجليزية)
- أتيلا تسيبي على موقع Chesstempo.com (الإنجليزية)